# Saint-Pierre-du-Vauvray
Saint-Pierre-du-Vauvray é uma comuna francesa na região administrativa da Normandia, no departamento de Eure. Estende-se por uma área de 5,23 km². Em 2010 a comuna tinha 1 290 habitantes (densidade: 246,7 hab./km²).